# Victor Bruce, 9. hrabě z Elginu
Victor Alexander Bruce, 9. hrabě z Elginu (Victor Alexander Bruce, 9th Earl of Elgin, 13th Earl of Kincardine, 9th Baron Bruce of Whorlton, 2nd Baron Elgin) (16. května 1849, Montréal, Kanada – 18. ledna 1917, Dunfermline, Skotsko) byl britský státník ze starobylé skotské šlechty. Jako člen Liberální strany zastával funkce ve vládě, mimo jiné byl ministrem kolonií. V letech 1894-1899 byl místokrálem v Indii, získal Podvazkový řád.

## Životopis

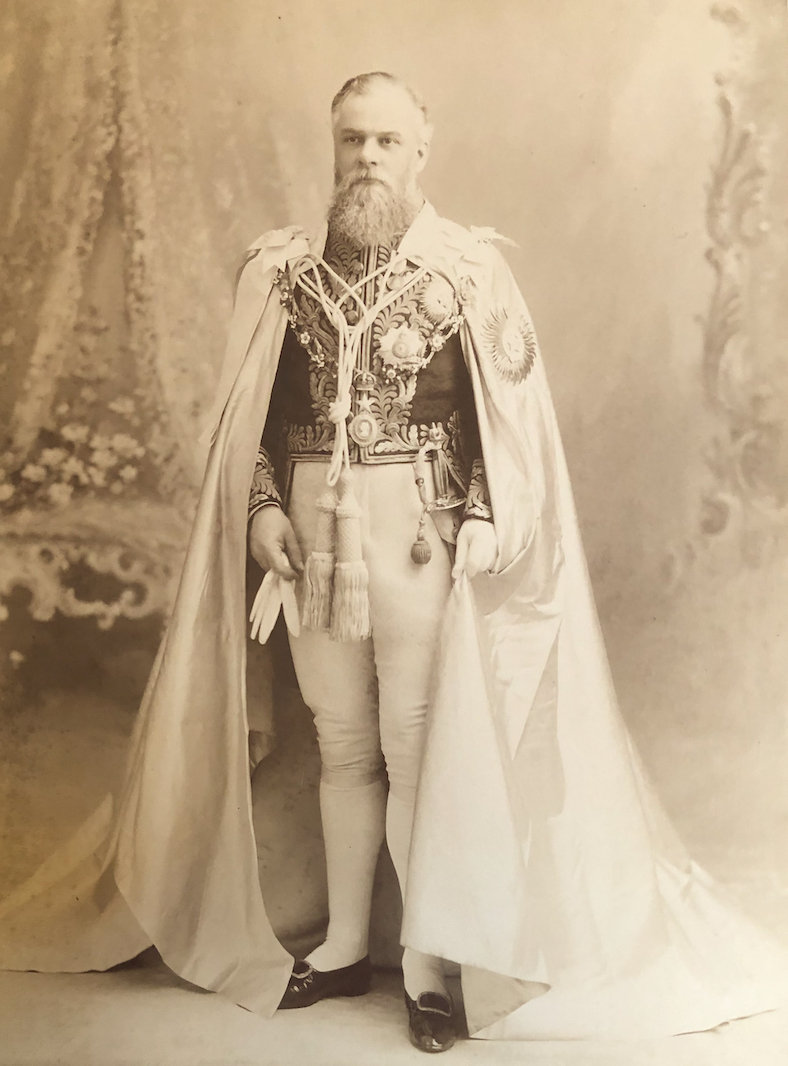
Lord Elgin v ceremoniálním oděvu indického místokrále (1895)

Pocházel ze starobylého skotského rodu, narodil se v Kanadě, kde byl v té době jeho otec 8. hrabě z Elginu generálním guvernérem. Studoval v Eton College a v Oxfordu, mezitím po otci zdědil šlechtické tituly (1863, do té doby byl znám jako lord Bruce). Po dosažení plnoletosti vstoupil do Sněmovny lordů, kde se připojil k liberálům. První vládní funkci zastával jako pokladník královského dvora (Treasurer of the Household) (1886) a státní sekretář veřejných prací (1886), od roku 1886 byl též členem Tajné rady.
V letech 1894–1899 byl místokrálem a generálním guvernérem v Indii, do doby jeho úřadování spadá hladomor na přelomu 19. a 20. století, kterému padly za oběť milióny lidí. Po návratu do Anglie získal Podvazkový řád (1899), poté měl důležitou úlohu jako předseda vládní komise pro vyšetřování búrské války (1902–1903). Po návratu liberálů k moci se znovu dostal do vlády a v letech 1905–1908 byl státním sekretářem kolonií.
Kromě toho zastával řadu čestných funkcí ve Skotsku, kde vlastnil rozsáhlé statky, v letech 1886–1917 byl lordem-místodržitelem v hrabství Fife. Získal čestné doktoráty na čtyřech britských univerzitách. V hrabství Fife se nachází hlavní rodové sídlo Broomhall House.
První sňatek uzavřel v roce 1876 s Constance Carnegie (1851–1909), dcerou 9. hraběte ze Southesku, po ovdovění se podruhé oženil v roce 1913 s Gertrude Sherbrooke (1880-1971). Z obou manželství pocházelo třináct dětí, dědicem titulů byl syn Edward Bruce, 10. hrabě z Elginu (1881-1968), další synové sloužili v armádě.